# Le Port des brumes
Cet article concerne le roman. Pour le téléfilm, voir Le Port des brumes (téléfilm, 1972).
Ne doit pas être confondu avec Le Quai des brumes (roman).
Le Port des brumes est un roman policier de Georges Simenon publié en mai 1932 chez Arthème Fayard. Il fait partie de la série des Maigret.
Le roman se déroule à Ouistreham, Caen et Paris, avec des références à la Norvège. L'action se déroule au début des années 1930. L’enquête dure quatre jours et se déroule à la fin du mois d’octobre.
Le climat qui fait de Ouistreham « le port des brumes » pèse sur le roman. Il est difficile de déterminer le personnage principal, une égale importance s’attachant à Raymond Grandmaison, à Ernest Grandmaison et Yves Joris.

## Personnages
- Raymond Grandmaison, alias Jean Martineau : Norvégien d’origine française. Industriel. Célibataire, un fils. La cinquantaine.
- Ernest Grandmaison : cousin de Raymond, maire de Ouistreham, directeur de la Compagnie anglo-normande (société de navigation). La cinquantaine.
- Hélène Grandmaison : épouse d’Ernest.
- Yves Joris : ancien capitaine de marine marchande, chef du port de Ouistreham, la cinquantaine, la victime.
- Julie Legrand : servante de Joris, environ 24 ans.
- Louis Legrand, dit « Grand-Louis » : frère de Julie, matelot, ancien forçat.

## Résumé

### Mise en place de l'intrigue
Disparu depuis six semaines, Yves Joris est retrouvé amnésique, errant dans Paris. La police constate qu'il a reçu récemment une balle dans le crâne, mais qu'il a été soigné ; des indices montrent qu'il s'est rendu en Norvège. Maigret ramène Joris à Ouistreham, où il vivait avec sa servante. À peine arrivé, Joris meurt empoisonné.

### Enquête policière
Maigret enquête dans le port où les gens se taisent, qu'il s'agisse de marins, comme Grand-Louis, ou de bourgeois fortunés, comme Ernest Grandmaison : pourtant, ils savent certainement bien des choses. En outre, un individu rôde et se cache dans la localité. Maigret apprend que c'est un riche Norvégien, mais celui-ci, interrogé, reste muet : ce silence est « l'atmosphère caractéristique de cette affaire », autant que le brouillard qui noie le port et semble dissimuler les faits et gestes de chacun. 
Obstiné, Maigret découvre certains éléments, mais ne parvient pas à relier les fils qui unissent Grandmaison, le Norvégien, Grand-Louis et Joris. Néanmoins, les personnages le sentent proche de la vérité et, acculé, Grandmaison se suicide. Ce drame délie les langues et la clé de l'énigme sera livrée au commissaire par le Norvégien. 

### Dénouement et révélations finales
Ce dernier, d'origine française, n'est autre que Raymond Grandmaison, cousin d'Ernest. Quinze ans auparavant, il était simple employé de son riche cousin. Les deux hommes aimant la même femme, Ernest a profité d'un vol commis par Raymond dans la caisse de l'entreprise pour l'obliger à quitter la France. En Norvège, Raymond a fait fortune, a changé de nom, s'est fait naturaliser. Il a appris qu'Ernest avait épousé celle qu'il aimait et qu'ils avaient un fils ; confrontant les dates, il en a conclu que cet enfant était le sien. Dans le but de l'enlever, Raymond est revenu clandestinement en France, a acheté un bateau, s'est acquis les services de Grand-Louis et de Joris. Lors de la tentative d'enlèvement, Ernest a surpris les ravisseurs, a tiré et a atteint Joris. Les trois hommes se sont enfuis en bateau ; Raymond a fait soigner Joris et l'a emmené en Norvège, mais la blessure a entraîné l'amnésie. Six semaines plus tard, Raymond a ramené Joris en France, où il comptait faire une nouvelle tentative d'enlèvement. Rentré à Ouistreham, Joris a été empoisonné par Ernest Grandmaison qui craignait de le voir parler et de faire éclater ainsi le scandale.

## Éditions
- Prépublication en feuilleton dans le quotidien Le Matin, n° 17506-17536, du 23 février au 24 mars 1932
- Édition originale : Fayard, 1932
- Tout Simenon, tome 17, Omnibus, 2003  (ISBN 978-2-258-06102-6)
- Livre de Poche, n° 14258, 2005  (ISBN 978-2-253-14258-4)
- Tout Maigret, tome 2, Omnibus,  2019  (ISBN 978-2-258-15043-0)

## Adaptations
- The Lost Sailor, téléfilm anglais de Gerard Glaister, avec Rupert Davies, diffusé en 1961.
- Le Port des brumes, téléfilm français de Jean-Louis Muller, avec Jean Richard, diffusé en 1972.
- Maigret et le Port des brumes, téléfilm français de Charles Nemes, avec Bruno Cremer, diffusé en 1995.

## Source bibliographique
- Maurice Piron, Michel Lemoine, L'Univers de Simenon, guide des romans et nouvelles (1931-1972) de Georges Simenon, Presses de la Cité, 1983, p. 276-277  (ISBN 978-2-258-01152-6)